# Severín Gallo
Severin Gallo (?, Francie - 1419, Alžírsko) byl francouzský řeholník Řádu mercedariánských rytířů a mučedník.
Pocházel z Francie, byl slavným doktorem z Pařížské univerzity a velmi populárním mercedariánem. Odešel do Alžírska aby zde vykupoval otroky. Zde byl zajat muslimským princem, který viděl, že je věrný v Kristu a odsoudil ho k smrti. Byl mučen a poté přibit ke sloupu. Zemřel roku 1419.
Jeho svátek je oslavován 1. ledna.